# Минуарция двуцветковая
Минуа́рция двуцветко́вая, или Минуарция двухцветковая, или Минуартия двуцветковая (лат. Minuartia biflora), — многолетнее травянистое подушковидное растение, вид рода Минуарция (Minuartia) семейства Гвоздичные (Caryophyllaceae). От других видов этого рода отличается относительно толстыми цветоносами, формой чашелистиков, а также отсутствием длинных бесплодных побегов. Ареал вида охватывает арктические районы Евразии и Северной Америки, а также некоторые горные районы Сибири, Средней Азии и Европы. Имеются сведения о культивировании растения.

## Распространение
Минуарция двуцветковая — циркумполярный аркто-альпийский вид, то есть растение, распространённое как в арктической Евразии, так и в арктической Северной Америке, при этом преимущественно в горной местности. Растение встречается также в горных районах Западной Европы, Сибири и Средней Азии.
В пределах России растение встречается в арктических районах вдоль побережья Северного Ледовитого океана от Мурманской области на западе до Чукотки на востоке, а также на некоторых арктических островах (Колгуев, Вайгач, Южный остров Новой Земли и южная часть Северного острова, острова Бегичева, остров Врангеля). В России за пределами Арктики растёт в Хибинских, Уральских, Алтайских и Саянских горах, на Камчатке. Встречается в горах Австрии, Италии и Швейцарии, в Северной Европе (в Исландии, в Скандинавских горах и севернее, в арктической Скандинавии, на Шпицбергене). В Северной Америке встречается на Аляске, Канадском Арктическом архипелаге (Банкс, Виктория, Баффинова земля), по берегам Большого Медвежьего озера и Гудзонова залива, на полуострове Лабрадор, в Гренландии. Встречается также в горах Тянь-Шаня и на севере Монголии.

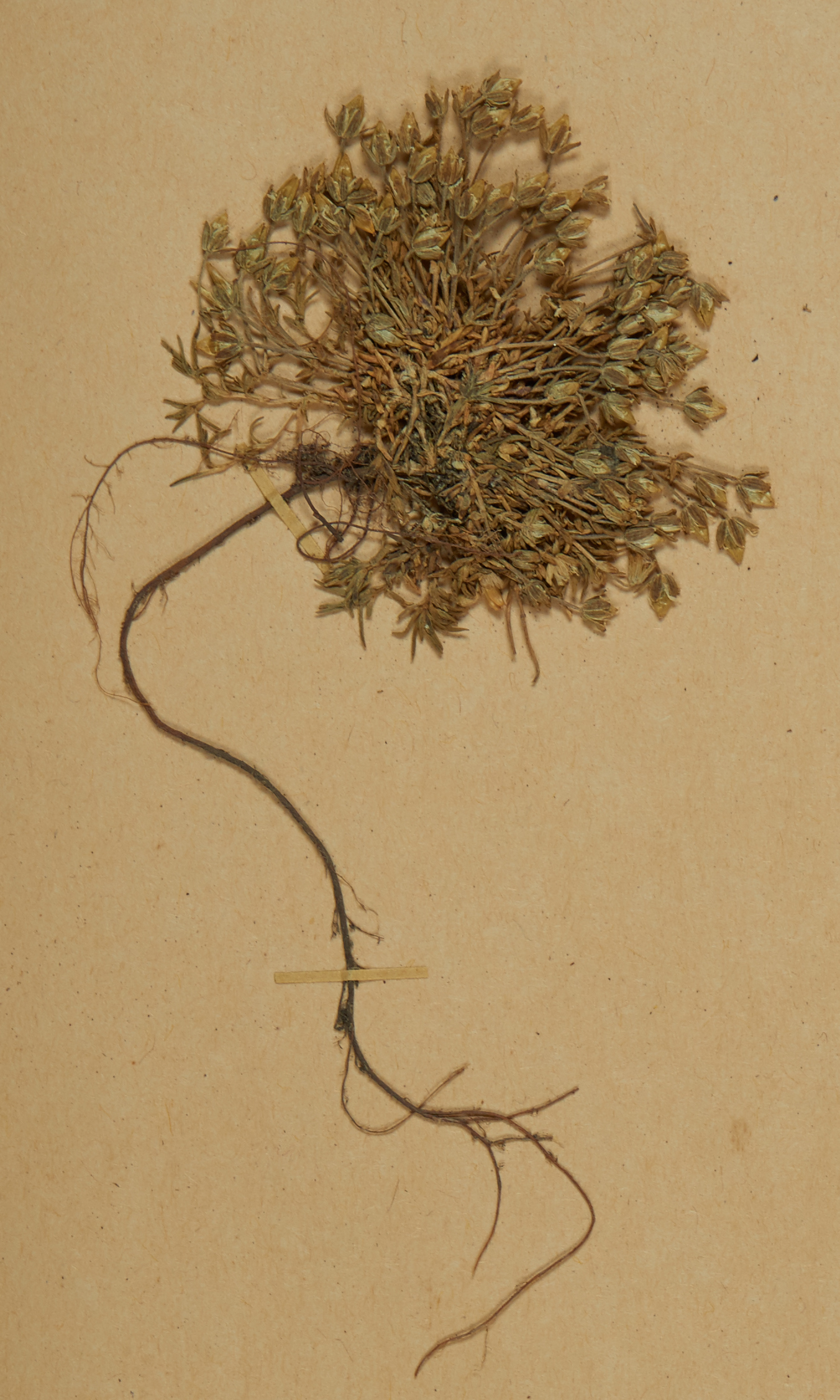
Минуарция двуцветковая. Фрагмент образца из гербария Невшательского университета (Швейцария)

В Арктике растёт преимущественно на галечниках рек, береговых откосах, скалистых склонах, при этом наиболее часто встречается рядом со снежниками в растительных группировках с другими нивальными растениями; изредка встречается также в моховых пятнистых тундрах. В Средней Азии встречается в горах в пределах альпийского пояса, растёт здесь на участках со слабой травянистой растительностью и мощным снеговым покровом.

## Биологическое описание
Небольшое многолетнее травянистое растение, образующее плотные или, реже, рыхлые подушки диаметром от 3 до 8 см. Корневая система — стержневая, с вертикальным главным корнем, который остаётся живым в течение всей жизни растения. У взрослых особей он может достигать относительно большой глубины (30—35 см), оставаясь при этом по всей своей длине слабым и тонким (не более 2,5 мм в диаметре).
Стебли прямостоячие, высотой от 3 до 7 см, без длинных бесплодных побегов (в отличие от некоторых других видов минуарции). Листья узколинейные, длиной от 6 до 8 мм и шириной от 0,3 до 0,5 мм, могут быть как голыми, так и слабо опушёнными, с одной слабой жилкой.
Цветоносы — относительно толстые по сравнению с другими видами минуарции, до 1,5 мм в диаметре; несут на своей верхушке один или два, реже три обоеполых цветка, у которых имеются цветоножки длиной от 2 до 12 мм. Чашечка — цилиндрической формы, с линейными чашелистиками длиной от 3 до 4 мм (по другим данным — от 3,5 до 4,5 мм); чашелистики — с тремя жилками, с тупыми кончиками (в отличие от многих других видов минуарции, у которых чашелистики острые либо заострённые), «клобучковые» (похожие на монашеский клобук), рассеянно опушённые. Лепестки белые (лишь на Чукотке на реке Куэквунь отмечена форма с розовыми лепестками), по длине равны или немного превосходят чашечку (до 1,5 раз). Лепестки по длине почти в два раза превосходят чашечку. Чашелистиков и лепестков — по пять, тычинок — десять. Гинецей ценокарпный (то есть состоит из нескольких сросшихся плодолистиков), с тремя стилодиями. Завязи одногнёздные, каждая с несколькими семязачатками. Время цветения — с июня по август.
Плод — коробочка, в полтора-два раза превышающая по длине чашечку, растрескивается тремя целыми зубцами. Семя округлое (шаровидно-почковидное), в диаметре от 0,5 до 0,7 мм, бесскульптурное, с волнистой поверхностью, без придатка. В природе растение размножается только семенным путём.
В пределах евразийской арктической части ареала растение отличается высокой стабильностью морфологических признаков.
Число хромосом: 2n = 26.

## Культивирование
Имеются сведения об успешном культивировании минуарции двуцветковой в открытом грунте в Мурманской области как при посеве семян, так и при посадке взятых из природы дернин, при этом нередко наблюдается самосев, что является признаком успешной интродукции растения.

## Таксономия и классификация
Первое действительное описание этого вида растений было опубликовано в первом томе Species plantarum (1753). Карл Линней поместил этот вид в род Stellaria (Звездчатка) и описал его как Stellaria foliis subulatis, scapis subbifloris, petalis emarginatis, germinibus oblongis, calycibus striatis («звездчатка с шиловидными листьями, обычно двуцветковым цветоносом, раздельными лепестками, продолговатыми завязями, рифлёными чашелистиками»); в качестве «тривиального названия» им было выбрано прилагательное biflora («двуцветковая»). В соответствии с половой системой классификации, использовавшейся Линнеем в этой работе, вид был отнесён к классу X (Decandria, «Десятитычинковые»), порядку Trigynia.
В 1907 году вид был реклассифицирован швейцарскими ботаниками Альбертом Теллунгом и Хансом Шинцем: в своей статье Beiträge zur Kenntnis der Schweizerflora (с нем. — «Дополнения к флоре Швейцарии»), опубликованной в ежегоднике Bulletin de l'Herbier Boissier, они поместили этот вид в род Minuartia  (Минуарция).
Минуарция двуцветковая — один более чем из ста видов рода Минуарция (Minuartia), который относится к трибе Мокричные (Alsineae) подсемейства Мокричные (Alsinoideae) семейства Гвоздичные (Caryophyllaceae). Согласно внутриродовой классификации, используемой в издании «Флора Восточной Европы» (2004), этот вид минуарции относится к секции Spectabiles  (Fenzl) Hayek подрода Tryphane (Fenzl) Tzvel., при этом Minuartia biflora является типовым видом этой секции.

### Синонимы
По информации базы данных The Plant List (2013), в синонимику вида входят следующие названия:
- Alsine biflora (L.) Wahlenb.
- Alsine biflora f. densissima Abrom.
- Alsine biflora f. laxior Abrom.
- Alsine biflora var. versicolor Brügger
- Alsinella biflora (L.) Sw.
- Alsinopsis biflora (L.) Rydb.
- Arenaria diantha Bonnier
- Arenaria sajanensis Willd. ex Schltdl.
- Arenaria sajanensis var. carnosula (Fenzl) B.L.Rob.
- Arenaria sajanensis var. rigidula (Fenzl) B.L.Rob.
- Arenaria scandinavica Spreng.
- Cerastium biflorum (L.) Crantz
- Lidia biflora (L.) Á.Löve & D.Löve
- Minuartia sajanensis House
- Sabulina biflora (L.) Rchb.
- Stellaria biflora L.basionym